# 7610 Sudbury
7610 Sudbury (1995 XB) là một tiểu hành tinh vành đai chính được phát hiện ngày 3 tháng 12 năm 1995 bởi D. di Cicco ở Sudbury, Massachusetts.